# Rejon kuryłowiecki
Rejon kuryłowiecki – jako jednostka administracyjna wchodził do 2020 r. w składzie obwodu winnickiego Ukrainy. Obecnie jest częścią rejonu mohylowskiego.
Powstał w 1967. Miał powierzchnię 890 km² i liczył 33 tysięce mieszkańców. Siedzibą władz rejonu bły Kuryłowce Murowane.
W skład rejonu wchodziły jedna osiedlowa rada oraz 24 silskie rady, obejmujące 51 wsi i 8 osad.

## Miejscowości rejonu
- (Балківка)
- (Бахтин)
- (Бахтинок)
- (Біляни)
- (Блакитне)
- (Дігтярка)
- (Галайківці)
- (Глибока Долина)
- (Горай)
- (Дерешова)
- Doliniany[2][3] (Долиняни)
- Drużba[4] (Дружба)
- (Ягідне)
- (Яр)
- (Конищів)
- Kotiużany[5][6] (Котюжани)
- (Котюжани) osada
- Krasne (Красне)
- (Кривохижинці)
- (Кукавка)
- (Кукурівка)
- (Курашівці)
- Kuryłowce Murowane (Муровані Курилівці)
- (Ленінська Слобода)
- Łuczyniec (Лучинець)
- (Лучинчик)
- (Малий Обухів)
- Michałowce (Михайлівці)
- (Морозівка)
- (Наддністрянське)
- (Немерче)
- (Немерче) osada
- Niszowce (Нишівці)
- (Новосілка)
- (Обухів)
- (Перекоринці)
- (Петримани)
- (Петрівка)
- Płoske[7] (Плоске)
- (Попелюхи)
- (Посухів)
- Prywitne (Привітне)[8][9]
- (Рівне)
- (Роздолівка)
- (Рясне)
- (Снітків)
- (Степанки)
- (Струсове)
- Studzienica (Студениця)
- (Свидова)
- Wierzbowiec[10][11] (Вербовець)
- Wynohradne[12] (Виноградне)
- Wyszczeolczydajew (Вищеольчедаїв)
- (Вільшанка)
- (Вінож)
- (Володимирівка)
- Woronowce[13]  (Воронівці)
- (Золотогірка)
- Znameniwka (Знаменівка)
- (Жван)
- (Житники)